# Walter Schneeloch

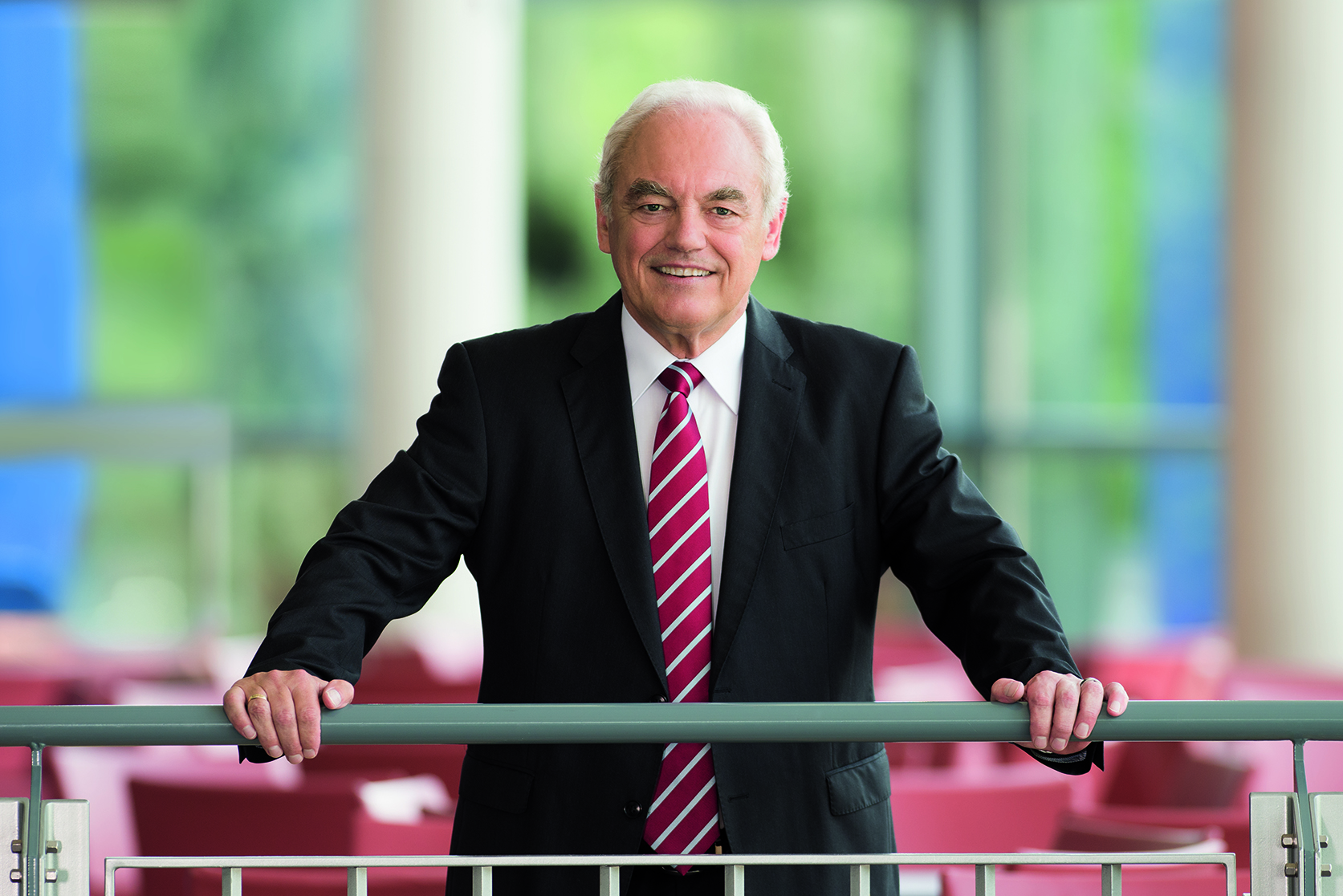
Walter Schneeloch (2016)

Walter Schneeloch (* 2. April 1947 in Bensberg) ist ein deutscher Sportfunktionär und ehemaliger Schulleiter. Er war von 2005 bis 2020 Präsident des Landessportbundes Nordrhein-Westfalen (LSB NRW) und war von 2006 bis 2018 Vizepräsident des Deutschen Olympischen Sportbundes (DOSB), wo er für das Ressort „Breitensport/Sportentwicklung“ verantwortlich war.

## Biografie

### Ausbildung und Beruf
Nach dem Abitur am Albertus-Magnus Gymnasium in Bensberg nahm Walter Schneeloch 1967 das Studium für das Lehramt an Grund- und Hauptschulen an der Pädagogischen Hochschule Rheinland (Abtl. Köln) auf. 1970 legte er die Erste, ein Jahr später die Zweite Staatsprüfung ab. Danach trat er eine Stelle als Lehrer an der Hauptschule in Herkenrath an. 1972 wurde er Fachleiter für Sport am Bezirksseminar Bergisch Gladbach, 1977 rückte er dort in die Position des Pädagogischen Leiters. 1978 erhielt er die Ernennung zum Rektor der Gemeinschaftsgrundschule Büscherhof in Leichlingen. 1986 wurde er in das Amt des Dezernenten für Schul- und Vereinssport bei  Regierungspräsidenten Köln berufen. Von 1989 bis 2005 war er Beigeordneter der Stadt Gummersbach. Seine Tochter Yvonne war Basketballspielerin in der Bundesliga.

### Sportlicher Lebensweg
Neben der Leichtathletik ist der sportliche Lebensweg von Walter Schneeloch vor allem durch den Fußball geprägt, wo er als Spieler und als Trainer aktiv war. Seine Laufbahn als Spieler begann 1959 beim Bensberger FV. Es folgten weitere Stationen in den Vereinen TuS Untereschbach, TuS Immekeppel und TuS Moitzfeld. Seinen größten sportlichen Erfolg feierte er mit dem TuS Lindlar: 1970 stieg er mit dem Verein in die Verbandsliga, die damals höchste Amateurklasse, auf.

### Bürgerschaftliches Engagement
Auch das bürgerschaftliche Engagement von Walter Schneeloch begann im Fußballverein.  Nachdem er ab 1988 vier Jahre lang den TuS Moitzfeld als Vorsitzender geführt hatte, schlossen sich die folgenden ehrenamtlichen Positionen auf mittlerer und höherer Verbandsebene an:
- 1992 bis 2001 Vorsitzender des Fußballkreises Rhein-Berg
- 1992 bis 2005 Vizepräsident des Fußball-Verbandes Mittelrhein
- 1992 bis 2005 Präsidiumsmitglied des Westdeutschen Fußball- und Leichtathletikverbandes
- 1997 Vorsitzender des Ausschusses „Verein“ im Landessportbund NRW
- 1993 bis 2001 Präsidiumsmitglied des Landessportbundes NRW
- 2001 bis 2005 Vorsitzender des Bildungswerkes des Landessportbundes NRW e V.
- 2001 bis 2005 Vizepräsident des Landessportbundes NRW
- 2005 bis 2020 Präsident des Landessportbundes NRW
- 2005 bis 2018 Vorstandsvorsitzender der Führungs-Akademie des Deutschen Olympischen Sportbundes
- 2006 bis 2008 Vorsitzender der Europäischen Akademie des Sports
- 2006 bis 2018 Vizepräsident des Deutschen Olympischen Sportbundes für das Ressort Breitensport/Sportentwicklung
- 2006 bis 2020 Mitglied im WDR-Rundfunkrat
- 2015 bis 2019 stellv. Vorsitzender des Aufsichtsrates der Stiftung Sicherheit im Sport
- 2017 bis 2019 Präsident des Sportbildungswerk des Landessportbundes NRW e. V.[3]

## Ehrungen
- 1995 Silberne Ehrennadel des Fußball-Verbandes Mittelrhein
- 2004 Goldene Ehrennadel des Fußball-Verbandes Mittelrhein
- 2005 Ehrenring des Fußball-Verbandes Mittelrhein
- 2005 Silberne Medaille der Stadt Gummersbach
- 2007 Sportplakette des Landes Nordrhein-Westfalen
- 2007 Goldene Ehrennadel des Betriebssportverbandes
- 2011 Verdienstkreuz am Bande des Verdienstordens der Bundesrepublik Deutschland[4]
- 2018 Ehrenmitglied des Deutschen Olympischen Sportbundes
- 2020 Ehrenpräsident des Landessportbundes NRW[5]